# Lembous
Der Lembous ist ein rechter Nebenfluss des Lemboulas im Einzugsgebiet des Tarn in der Region Okzitanien in Frankreich.

## Flusslauf
Der kleine Fluss verläuft im Département Tarn-et-Garonne. Er entspringt im nordwestlichen Gemeindegebiet von Vazerac, entwässert generell in südwestlicher Richtung durch die historische Provinz Quercy und mündet nach rund 17 Kilometern an der Gemeindegrenze von Lafrançaise und Moissac in den Lemboulas.

## Orte am Fluss
(Reihenfolge in Fließrichtung)
- Claux, Gemeinde Vazerac
- Laplégade, Gemeinde Vazerac
- Rouzet, Gemeinde Cazes-Mondenard
- Bila, Gemeinde Vazerac
- Coffin, Gemeinde Cazes-Mondenard
- Pech de Prieur, Gemeinde Lafrançaise
- Lalande, Gemeinde Moissac
- Saint-Amans, Gemeinde Moissac
- Lembous, Gemeinde Lafrançaise